# Sharenting
Lo sharenting (che deriva dalla combinazione di sharing e parenting) è la pratica dei genitori che condividono contenuti sui propri figli su piattaforme Internet. Sebbene il termine sia stato coniato solo nel 2010, lo sharenting è diventato già dagli anni 2000 un fenomeno internazionale, con una presenza diffusa negli Stati Uniti e in Europa. In quanto tale, la condivisione ha anche acceso il disaccordo come applicazione controversa dei social media. I detrattori sottolineano che viola la privacy dei bambini e danneggia la relazione genitore-figlio. I sostenitori inquadrano la pratica come un'espressione naturale dell'orgoglio dei genitori nei loro figli. Le origini del termine "sharenting" sono state attribuite al Wall Street Journal, dove lo chiamavano "oversharenting", un portmanteau di "oversharing" e "parenting".
Priya Kumar suggerisce che registrare i momenti di vita dell'educazione dei bambini non è una pratica nuova: le persone hanno usato diari, album di ritagli e diari di bordo come mezzo di documentazione per secoli. Gli studiosi affermano che la condivisione è diventata popolare grazie ai social media, che hanno reso molte persone più a loro agio nel condividere la propria vita e quella dei propri figli online. La tendenza all'oversharing sui social media ha sollevato l'attenzione del pubblico negli anni 2010 ed è diventata il fulcro di una serie di editoriali e progetti di ricerca accademica. È stato anche aggiunto al Times Word of the Day nel febbraio 2013 e al Collins English Dictionary nel 2016 data la sua influenza.

## Benefici
Molti genitori usano i social media per chiedere consigli sui genitori e condividere informazioni sui propri figli. Con la comodità delle piattaforme online, i blogger genitori possono facilmente connettersi con altre persone in situazioni simili e con coloro che sono disposti a contribuire con consigli significativi. Formando una comunità, i genitori possono ricevere incoraggiamento da coetanei empatici e assistenza da esperti nell'educazione dei figli. Ad esempio, i genitori i cui figli hanno bisogno di sistemazioni educative speciali o hanno disabilità spesso si sono trovati distaccati dallo stile genitoriale tradizionale. Pertanto, considerano i blog online come un mezzo per ottenere supporto dagli altri genitori e da esperti di vari settori. Ad esempio la ricerca condotta dalla London School of Economics (LSE) rivela che i blog online hanno permesso a Jane, alla cui figlia è stata diagnosticata l'autismo, di entrare in contatto con i genitori in circostanze simili. Il loro consiglio ha aperto nuove possibilità in termini di interventi sociali per la figlia di Jane: potrebbe "negoziare le complessità dei servizi sociali, dell'assistenza sanitaria e delle scuole", che hanno trasformato significativamente la vita della figlia di Jane.
Tali vantaggi dei social media non sono limitati a particolari gruppi di genitori. In generale, la maggior parte dei genitori trae beneficio dallo scambio di esperienze genitoriali. Uno studio di ricerca mostra che i genitori che si dedicano alla condivisione tendono ad essere fortemente consapevoli dell'importanza di incoraggiare i bambini a leggere fin dalla tenera età perché spesso vedono molti post sulle routine di lettura prima di coricarsi e libri consigliati per i bambini da altri genitori blogger. Statisticamente parlando, il 72% dei genitori valuta i social media utili per la connessione emotiva e le affermazioni, e il 74% di loro riceve supporto sulla genitorialità dagli amici sui social media.
La condivisione svolge anche un ruolo nel favorire le relazioni interpersonali. Mentre le immagini e le parole sulla vita dei bambini avviano conversazioni, i genitori usano la condivisione per rimanere in contatto con amici e parenti lontani. In particolare, le madri, come rivela uno studio di ricerca, sono disposte a impegnarsi nella condivisione poiché credono che i contenuti positivi possano aiutare a evitare conflitti digitali e mantenere strette relazioni con le persone nei loro circoli sociali. I ricercatori hanno anche scoperto che le donne partecipanti a questo studio hanno scelto con cura foto e frasi per esprimere amore e presentare comportamenti lodevoli dei bambini nei loro aggiornamenti, che indica la loro intenzione di trasmettere messaggi positivi. Questi messaggi promuovono anche una stretta rete sociale per un bambino poiché i genitori invitano familiari e amici a supporto nella vita quotidiana.

## Rischi
A causa della rivoluzione digitale, i bambini sviluppano un'"impronta digitale" fin dalla tenera età, composta da contenuti dei social media che possono danneggiare la loro fiducia nella vita futura. In particolare, uno studio dell'Università del Michigan evidenzia che oltre la metà dei partecipanti ha condiviso contenuti imbarazzanti sui bambini online e il 27% di loro ha condiviso foto ritenute potenzialmente inappropriate. Questi post possono diventare fonte di scherno tra gli adolescenti. Inoltre i funzionari di ammissione all'università e i potenziali datori di lavoro possono accedere a materiali inappropriati, che potrebbero influenzare la loro impressione su un giovane candidato e influire negativamente sulle opportunità accademiche o di carriera. I critici sostengono anche che la condivisione non rispetta pienamente l'autonomia dei bambini sulla loro persona e influenza il modo in cui i bambini possono sentirsi mentre sviluppano i propri account sui social media.
Gli studi di ricerca mostrano che i bambini sono spesso infastiditi o frustrati dalla condivisione di certi loro contenuti personali. In uno studio su 1000 adolescenti britannici di età compresa tra 12 e 16 anni, il 71,3% ha riferito che i loro genitori non sono riusciti a dare abbastanza rispetto alla loro identità digitale e il 39,8% ha affermato di essersi sentito in imbarazzo per le foto che i genitori hanno pubblicato online.
La professoressa di diritto Stacy Steinberg sostiene che i minori si sforzano di proteggere le proprie informazioni private dall'esposizione pubblica, in particolare da contenuti potenzialmente inappropriati, e quindi potrebbero non essere d'accordo con le decisioni relativamente facili dei genitori di condividerle sui social media, a prescindere dell'intenzione genitori stessi.
Il consenso è la questione centrale nel dibattito sui diritti dei genitori a divulgare le informazioni dei bambini. Le interviste con alcuni preadolescenti rivelano che molti genitori condividono le foto dei bambini senza permesso e tendono a trascurare le richieste dei figli di rimuovere contenuti che riflettono una loro auto-percezione negativa. Alcune interviste alle madri hanno confermato la tendenza. Credevano che, in quanto genitori e adulti, avessero la discrezione di decidere quali informazioni condividere mantenendo tutto sotto controllo. Pertanto, poiché i diritti dei bambini a conservare alcune informazioni non sono adeguatamente rispettati, la condivisione eccessiva dei genitori può danneggiare la fiducia dei bambini nei confronti dei genitori. Possono sorgere disaccordi anche a causa di differenze nella gravità o nel tipo di violazione della privacy.
Dato il potenziale uso improprio dei dati digitali, le persone sono critiche nei confronti della condivisione e la maggior parte dei genitori è cauta riguardo alle azioni illecite con i post online. La divulgazione di informazioni personali dei minori, come posizione geografica, nome, data di nascita, immagini e scuole che frequentano, potrebbe esporli a pratiche illegali da parte di destinatari con intenzioni malevole. Le informazioni condivise vengono spesso abusate per "furto di identità", quando gli impostori riescono a rintracciare, pedinare, commettere frodi contro i bambini o persino ricattare la famiglia. Secondo Barclays, le frodi online rivolte alle giovani generazioni contribuiranno a una perdita di 670 milioni di sterline (circa 790 milioni di dollari) entro il 2030, e due terzi delle frodi di identità saranno legate alla condivisione. Inoltre, alcune persone raccolgono immagini di bambini dai social media per produrre contenuti pornografici.
Degna di preoccupazione è anche la violazione della privacy dei dati all'interno di un quadro giuridico. Quando gli utenti accettano le politiche sulla privacy delle piattaforme di social media, le aziende tecnologiche e alcune organizzazioni affiliate hanno il diritto di tracciare e trasmettere parte dei dati degli utenti, un fatto che la maggior parte dei blogger genitori tende a trascurare. Le informazioni condivise possono essere utilizzate per sviluppare strategie pubblicitarie e di marketing per i bambini, sviluppare nuovi algoritmi per sistemi di sorveglianza, monitorare una famiglia per azioni di contrasto all'immigrazione, prevedere il comportamento scorretto di alcuni bambini, ecc. Pratiche di questo tipo da parte di terzi innescano un dibattito pubblico sul fatto che l'accesso e la vendita dei dati degli utenti violi i loro diritti, specialmente per i minori che hanno poca autonomia sulle loro informazioni private.
Inoltre, un fenomeno chiamato "rapimento digitale", quando gli impostori acquisiscono foto per agire come se fossero i genitori o gli amici di minori, ha messo a disagio i genitori che condividono online. Secondo il caso di studio nella ricerca della professoressa di legge Stacy Steinburg, una madre di nome Paris ha scoperto che una sconosciuta ha rubato le foto del proprio figlio e le ha presentate sulla sua homepage per indicare in modo fuorviante che lei è la madre del figlio di Paris. I "rapitori digitali" come questa persona si divertono nel vedere il rapido aumento dei "mi piace" e della popolarità attraverso questo tipo di giochi di ruolo senza considerare i problemi di privacy.